# Municipio de O'Fallon (Illinois)
El municipio de O'Fallon (en inglés: O'Fallon Township) es un municipio ubicado en el condado de St. Clair en el estado estadounidense de Illinois. En el año 2010 tenía una población de 26053 habitantes y una densidad poblacional de 281,17 personas por km².

## Geografía
El municipio de O'Fallon se encuentra ubicado en las coordenadas 38°36′49″N 89°51′53″O / 38.61361, -89.86472. Según la Oficina del Censo de los Estados Unidos, el municipio tiene una superficie total de 92.66 km², de la cual 90.95 km² corresponden a tierra firme y (1.84%) 1.7 km² es agua.

## Demografía
Según el censo de 2010, había 26053 personas residiendo en el municipio de O'Fallon. La densidad de población era de 281,17 hab./km². De los 26053 habitantes, el municipio de O'Fallon estaba compuesto por el 79.72% blancos, el 14.03% eran afroamericanos, el 0.22% eran amerindios, el 2.52% eran asiáticos, el 0.08% eran isleños del Pacífico, el 0.69% eran de otras razas y el 2.74% pertenecían a dos o más razas. Del total de la población el 3.08% eran hispanos o latinos de cualquier raza.